# Beathoven
Beathoven — исландский поп-дуэт, представлявший свою страну на конкурсе песни Евровидение-1988. В его состав входили Стефаун Хильмарсон (исл. Stefán Hilmarsson) и Сверрир Стормскер (исл. Sverrir Stormsker).
Коллектив был создан в 1987 году для записи одного из музыкальных сборников. Оба участника группы были достаточно известны в своей стране: Сверрир — как популярный пианист, Стефаун — как успешный поп-исполнитель. Одноимённый дебютный альбом был выпущен в том же году.
1988 год ознаименовался для музыкантов победой на национальном отборе для конкурса песни Евровидение, на котором они вскоре приняли участие, исполнив песню «Þú og þeir». Необычный текст песни был неоднозначно воспринят жюри конкурса, в итоге выступление было завершено на шестнадцатом месте (20 баллов). Это выступление было третьим за историю участия Исландии. Примечательно, что предыдущие два участия этой страны также занимали шестнадцатое место.
Коллектив распался в 1989 году. Один из его бывших участников, Стефаун Хильмарсон, в 1991 году снова принял участие на Евровидении в составе дуэта «Stefán & Eyfi», однако и это участие прошло едва ли более успешно.

## Дискография
- Beathoven (1987)
- Þú og þeir (1988)